# Nat Faxon
Nathaniel (Nat) Faxon (Boston, Massachusetts; 11 de octubre de 1975) es un actor, humorista, y guionista estadounidense. Aunque ha participado en numerosas películas y series de televisión, es conocido sobre todo por ganar el Óscar al mejor guion adaptado por coescribir Los descendientes (2011), por protagonizar la serie de comedia de FOX, Ben y Kate (2012–2013), y por ponerle voz a Elfo en la serie animada de Netflix (Des)encanto (2018).

## Primeros años
Faxon pasó gran parte de su juventud en el pueblo costero de Manchester-by-the-Sea, Massachusetts. Estudió en el Brookwood School, y más tarde se graduó en Holderness School en Plymouth, Nuevo Hampshire, finalmente estudiando arte dramático en Hamilton College en 1997.

## Carrera

### Como actor
Faxon empezó a actuar en The Groundlings, una compañía de comedia de improvisación y sketches ubicada en Los Ángeles.
Faxon es conocido por sus papeles en películas de comedia, como Orange County (2002), Walk Hard: The Dewey Cox Story (2007) y Bad Teacher (2011). También coprotagonizó la serie semiautobiográfica de Darren Star, Grosse Pointe y tuvo papeles recurrentes en varias series de televisión como The Cleveland Show, Joey, Up All Night y Reno 911!.
Faxon ha aparecido en varios anuncios de Holiday Inn con Joe Buck, así como en un anuncio de Blockbuster. Sin embargo, no obtuvo un papel principal hasta 2012, cuando fue elegido para interpretar a Ben en Ben y Kate, por el que recibió buenas críticas. Faxon protagonizó junto a Judy Greer la serie de comedia de FX, Married, la cual tuvo dos temporadas.
En 2018 fue seleccionado como la voz de Elfo, la en la nueva serie animada de Netflix, (Des)encanto (2018).

### Como guionista y director
Faxon y su compañero Jim Rash, a quien conoció mientras actuaban en The Groundlings, escribieron el guion de la película Los descendientes, protagonizada por George Clooney y dirigida por Alexander Payne. La película ganó el Óscar al mejor guion adaptado el 26 de febrero de 2012. Faxon y Rash debutan como directores con The Way, Way Back (2013), también escrita por ellos, y protagonizada por Steve Carell, Toni Collette, y Sam Rockwell, entre otros. La película se estrenó en el Festival de Cine de Sundance, donde Fox Searchlight Pictures la adquirió por $10 millones.

## Vida personal
Faxon está casado con Meaghan Gadd y tienen tres niños: Ruthie, Otis y Beatrice.

## Filmografía

### Películas
| Año  | Título                                | Papel                             | Notas                                      |
| ---- | ------------------------------------- | --------------------------------- | ------------------------------------------ |
| 2002 | Orange County                         | Kip                               |                                            |
| 2002 | Slackers                              | Karl, el estudiante               |                                            |
| 2004 | Club Dread                            | Manny                             |                                            |
| 2006 | The TV Set                            | Reportero                         |                                            |
| 2006 | Beerfest                              | Rolf                              |                                            |
| 2007 | Walk Hard: The Dewey Cox Story        | Director del programa             |                                            |
| 2008 | Hamlet 2                              | Glenn, de la tienda de fotocopias |                                            |
| 2008 | Lower Learning                        | Turner Abernathy                  |                                            |
| 2009 | The Slammin' Salmon                   | Carl, el mánager                  |                                            |
| 2011 | Freeloaders                           | Fritz                             |                                            |
| 2011 | Bad Teacher                           | Mark                              |                                            |
| 2011 | Zookeeper                             | Dave                              |                                            |
| 2011 | Los descendientes                     |                                   | Coguionista; Óscar al mejor guion adaptado |
| 2012 | The Babymakers                        | Zig-Zag                           |                                            |
| 2013 | The Way, Way Back                     | Roddy                             | Coguionista y codirector                   |
| 2014 | Tammy                                 | Greg                              |                                            |
| 2014 | Sex Tape                              | Max                               |                                            |
| 2016 | Operator                              | Gregg                             |                                            |
| 2017 | Thoroughbreds                         |                                   | Productor                                  |
| 2017 | A Happening of Monumental Proportions | Paramédico #2                     |                                            |
| 2018 | Life of the Party                     | Lance                             |                                            |
| 2018 | Father of the Year                    | Mardy                             |                                            |
| 2019 | Los ángeles de Charlie                | Peter Fleming                     |                                            |
| 2020 | Downhill                              |                                   | Coguionista y codirector                   |
| 2021 | Yes Day                               | Sr. Deacon                        |                                            |

### Televisión
| Año           | Título                               | Papel                                   | Notas                                                                    |
| ------------- | ------------------------------------ | --------------------------------------- | ------------------------------------------------------------------------ |
| 1999          | Rude Awakening                       | Slackula                                | Episodio: "Slackula"                                                     |
| 2000–2001     | Grosse Pointe                        | Kevin                                   | 17 episodios                                                             |
| 2003–2004     | Reno 911!                            | Batido                                  | 6 episodios                                                              |
| 2004          | Significant Others                   | Breck                                   | Episodio: "A Breck, a Brother & a Funeral"                               |
| 2004–2005     | Joey                                 | Bodie                                   | 3 episodios                                                              |
| 2005          | Romy and Michele: In the Beginning   | Chad                                    | Telefilm                                                                 |
| 2005          | NCIS                                 | Carter Finch                            | Episodio: "The Voyeur's Web"                                             |
| 2005          | Reba                                 | Trabajador                              | Episodio: "Grannies Gone Wild"                                           |
| 2005–2014     | American Dad!                        | Varias voces                            | 4 episodios                                                              |
| 2006–2008     | Happy Hour                           | Brad Cooper                             | 14 episodios                                                             |
| 2008          | Mad Men                              | Flatty                                  | Episodio: "El Benefactor"                                                |
| 2009          | DJ & the Fro                         | The Fro (voz)                           | 12 episodios                                                             |
| 2009          | Glenn Martin DDS                     | Adolescente en el parque (voz)          | Episodio: "Resaca de Halloween"                                          |
| 2009          | The Big D                            | Brady                                   | Piloto                                                                   |
| 2009          | The Burr Effect                      | Dale                                    | Piloto                                                                   |
| 2009–2012     | The Cleveland Show                   | Raymond el oso (voz)                    | 10 episodios                                                             |
| 2010          | Party Down                           | Garlan Greenbush                        | Episodio: "Party Down Company Picnic"                                    |
| 2011          | Allen Gregory                        | Jeremy (voz)                            | 7 episodios                                                              |
| 2011          | Happy Endings                        | Chef Leslie                             | Episodio: "Bo Fight (I'll Be There For You)"                             |
| 2012          | Are You There, Chelsea?              | Tim Kornick                             | Episodio: "How to Succeed in Business Without Really Crying"             |
| 2012          | Up All Night                         | Lawrence                                | Episodio: "Couple Friends"                                               |
| 2012–2013     | Ben y Kate                           | Ben Fox                                 | 16 episodios                                                             |
| 2013          | Comedy Bang! Bang!                   | Conde de Crathmore                      | Episodio: "Jessica Alba Wears a Jacket with Patent Leather Pumps"        |
| 2013          | Spy                                  | Alan                                    | Piloto                                                                   |
| 2013–2014     | Trophy Wife                          | Sad Steve                               | 3 episodios                                                              |
| 2014–2015     | Married                              | Russ Bowman                             | 23 episodios                                                             |
| 2014          | Robot Chicken                        | (Voz)                                   | Episodio: "Noidstrom Rack"                                               |
| 2014          | Randy Cunningham: Ninja Total        | Sinjin Knightfire (voz)                 | Episodio: "La sorpresa de Cumpleaños de Julian"                          |
| 2014          | Marry Me                             | Scooby                                  | Episodio: "Win Me"                                                       |
| 2014          | Benched                              | Harold                                  | Episodio: "Solitary Refinement"                                          |
| 2014–2016     | TripTank                             | Varias voces                            | 8 episodios                                                              |
| 2014–2017     | Blaze and the Monster Machines       | Pepinillo (voz)                         | 45 episodios                                                             |
| 2015          | Community                            | Director, 2 episodios                   |                                                                          |
| 2015          | The Grinder                          | Lyle                                    | Episodio: "Little Mitchard No More"                                      |
| 2015–2017     | SuperMansion                         | Ivan Whiff (voz)                        | 2 episodios                                                              |
| 2015–2017     | Padre de familia                     | Varias voces                            | 3 episodios                                                              |
| 2016          | Black-ish                            | Joseph Everton                          | Episodio: "Super Rich Kids"                                              |
| 2016          | Mike Tyson Mysteries                 | Will (voz)                              | Episodio: "Save Me!"                                                     |
| 2017          | Dogs In A Park                       | Varios perros (voz)                     | 8 episodios                                                              |
| 2017          | Nobodies                             | Él mismo                                | 2 episodios                                                              |
| 2017–2019     | Friends From College                 | Nick                                    | Reparto principal; 8 episodios                                           |
| 2018          | The Epic Tales of Captain Underpants | Capitán calzoncillos/ Señor Krupp (voz) | Reparto principal; 13 episodios                                          |
| 2018          | (Des)encanto                         | Elfo (Voz)                              | Reparto principal; 10 episodios                                          |
| 2019          | Euphoria                             | Rick                                    | Episodio: "The Trials and Tribulations of Trying to Pee While Depressed" |
| 2020          | Narcos: Mexico                       | Ted Faye                                | 2 episodios                                                              |
| 2020–2022     | The Conners                          | Neville                                 | 13 episodios                                                             |
| 2021–presente | HouseBroken                          | Chief (Voz)                             | Reparto principal                                                        |
| 2022          | Our Flag Means Death                 | The Swede                               | Papel recurrente                                                         |
| 2022          | Gaslit                               | Bob Haldeman                            | 4 episodios                                                              |
| 2022          | Loot                                 | Arthur                                  | Reparto principal                                                        |

## Premios y distinciones
Premios Óscar
| Año  | Categoría            | Trabajo nominado  | Resultado |
| ---- | -------------------- | ----------------- | --------- |
| 2012 | Mejor guion adaptado | Los descendientes | Ganador   |

| Año  | Premio                                                | Categoría            | Título            | Resultado |
| ---- | ----------------------------------------------------- | -------------------- | ----------------- | --------- |
| 2011 | Washington D. C. Area Film Critics Association Awards | Mejor guion adaptado | Los Descendientes | Ganador   |
| 2011 | Toronto Film Critics Association Awards               | Mejor guion adaptado | Los Descendientes | Nominado  |
| 2011 | Premios Satellite                                     | Mejor guion adaptado | Los Descendientes | Ganador   |
| 2011 | San Diego Film Critics Society Awards                 | Mejor guion adaptado | Los Descendientes | Nominado  |
| 2011 | Phoenix Film Critics Society Awards                   | Mejor guion adaptado | Los Descendientes | Nominado  |
| 2011 | Southeastern Film Critics Association Awards          | Mejor guion adaptado | Los Descendientes | Ganador   |
| 2011 | Florida Film Critics Circle Awards                    | Mejor guion adaptado | Los Descendientes | Ganador   |
| 2011 | Asociación de Críticos de Cine de Dallas-Fort Worth   | Mejor guion adaptado | Los Descendientes | Ganador   |
| 2011 | Asociación de Críticos de Cine de Chicago             | Mejor guion adaptado | Los Descendientes | Nominado  |
| 2011 | National Board of Review                              | Mejor guion adaptado | Los Descendientes | Ganador   |
| 2012 | Sindicato de Guionistas de Estados Unidos             | Mejor guion adaptado | Los Descendientes | Ganador   |
| 2012 | Vancouver Film Critics Circle                         | Mejor guion adaptado | Los Descendientes | Nominado  |
| 2012 | USC Scripter Award                                    | Mejor guion adaptado | Los Descendientes | Ganador   |
| 2012 | Sociedad de Críticos de Cine en Línea                 | Mejor guion adaptado | Los Descendientes | Nominado  |
| 2012 | London Critics Circle Film Awards                     | Mejor guion adaptado | Los Descendientes | Nominado  |
| 2012 | Premios Independent Spirit                            | Mejor guion adaptado | Los Descendientes | Ganador   |
| 2012 | Globo de Oro                                          | Mejor guion adaptado | Los Descendientes | Nominado  |
| 2012 | Central Ohio Film Critics Association                 | Mejor guion adaptado | Los Descendientes | Nominado  |
| 2012 | Premios de la Crítica Cinematográfica                 | Mejor guion adaptado | Los Descendientes | Nominado  |
| 2012 | BAFTA                                                 | Mejor guion adaptado | Los Descendientes | Nominado  |
| 2012 | Instituto de Cine australiano                         | Mejor guion adaptado | Los Descendientes | Nominado  |
| 2013 | Newport Beach Film Festival                           | Largometraje         | The Way, Way Back | Ganador   |
| 2013 | Filmfest Hamburgo                                     | Art Cinema Award     | The Way, Way Back | Nominado  |
| 2014 | St. Louis Gateway Film Critics Association            | Mejor comedia        | The Way, Way Back | Nominado  |
| 2014 | Premios de la Crítica Cinematográfica de 2013         | Mejor comedia        | The Way, Way Back | Nominado  |